# شارة

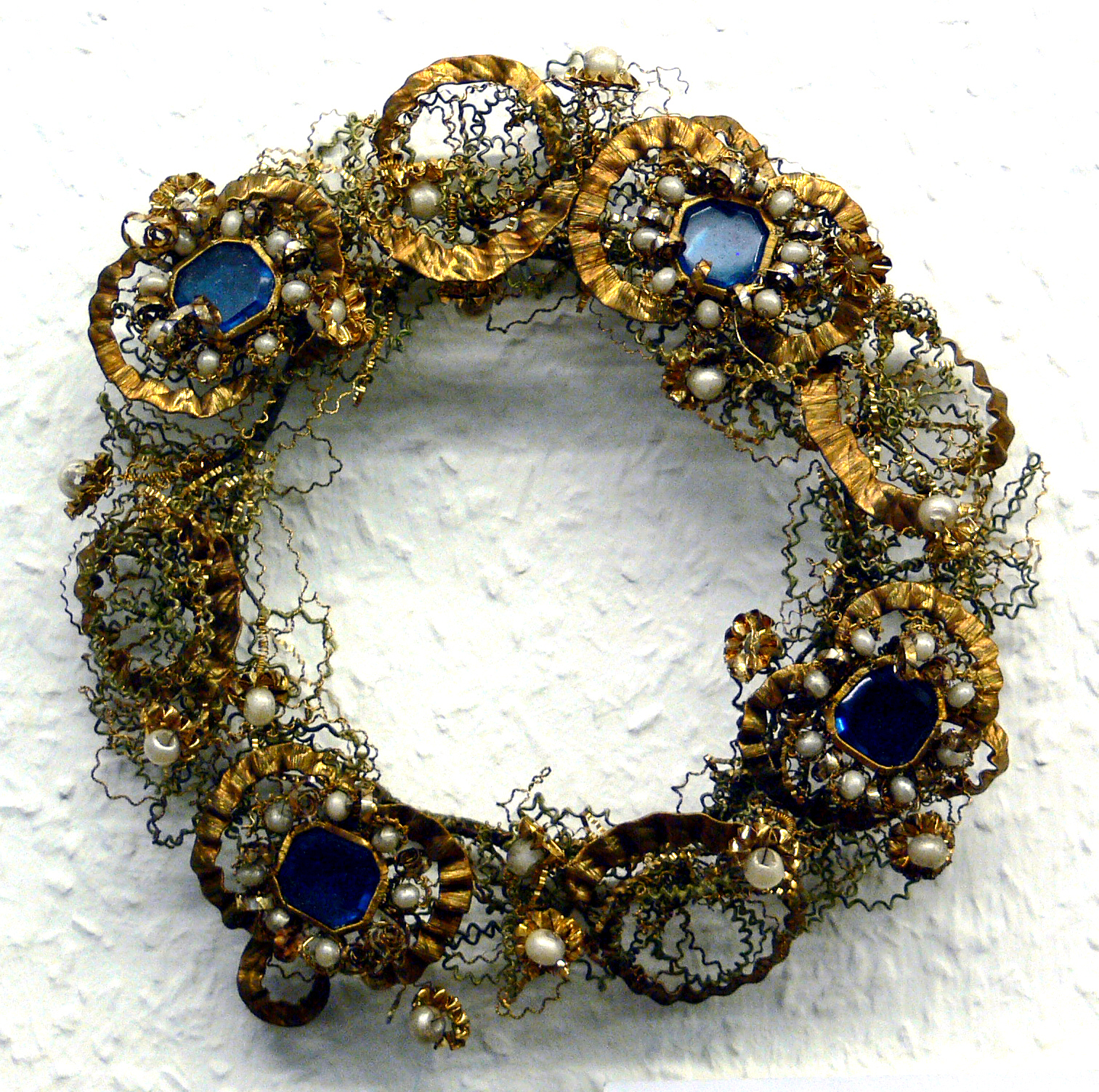

الشارة علامة أو رمز تدل على جهاز للحكومة أو هيئة قضائية وتدل على السلطة أو المرتبة.